# アナール・ナスラック
アナール・ナスラック（Anaal Nathrakh）は、1998年にイングランドのバーミンガムで結成されたエクストリーム・メタル・バンド。ブラックメタルとグラインドコアを混ぜ合わせたような音楽性が特徴。バンド名はジョン・ブアマン監督の映画作品『エクスカリバー』に出てくる魔法使いマーリンの召還の呪文から採られている。言語学者のマイケル・エバーソンによれば「アナール・ナスラック」とは「蛇の吐息」という意味であるという。

## 略歴

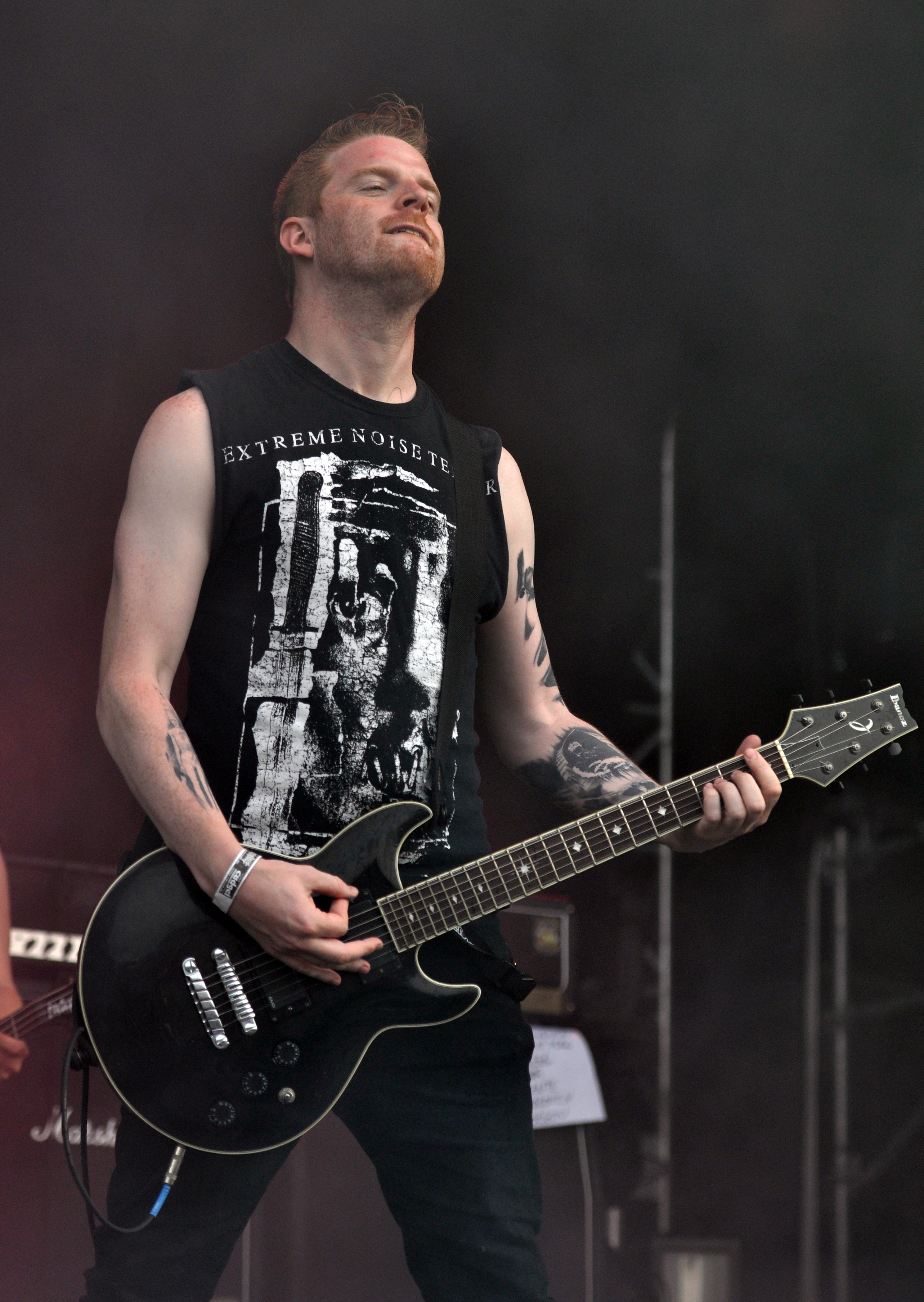
ミック・"イルメイター"・ケニー（2013年）

1998年に結成。この頃はまだメイヘムに影響を受けたような典型的なブラックメタル・サウンドを出していた。翌年には2つのデモをリリース。この2つのデモがアンダーグラウンド・シーンで評判を呼び、Mordgrimmと契約することとなる。
2001年、ファースト・アルバム『コーデックス・ネクロ』をリリース。このアルバムは各所で絶賛され、特にイギリスの『ケラング!』誌では4/5点、『TERRORIZER』誌では9.5/10点、同誌2001年の読者人気投票の新人部門で1位、ライターによるベスト・アルバム選で8位を記録する。
2004年にはフランスのレーベル、シーズン・オブ・ミストからセカンド・アルバム『Domine Non Es Dignus』をリリース。よりグラインドコアとブラックメタルを組み合わせた音楽性になる。
2006年、サード・アルバム『エシャトン』をリリース。このアルバムで日本盤でのデビューを飾る。
2007年、アルバム『ヘル・イズ・エンプティ、アンド・オール・ザ・デヴィルズ・アー・ヒア』をリリース。
2009年、キャンドルライト・レコードと契約。同年、アルバム『In the Constellation of the Black Widow』をリリース。
2011年、アルバム『パッション』をリリース。その後も2012年にアルバム『ヴァニタス』、2014年にアルバム『Desideratum』と立て続けに作品を発表した。
2016年8月に初来日公演を大阪・静岡・東京の3都市で行った。またこの日本ツアーで10月にリリースを予定されていたアルバム『ホール・オヴ・ザ・ロウ』から先行して2曲が演奏された。
2017年6月に再度来日。東京のみで公演を行った。
2018年、アルバム『ア・ニュー・カインド・オヴ・ホラー』をリリース。
2019年2月末から3月頭にかけて3度目の来日。仙台・東京・名古屋・大阪の4都市で公演を行った。
2020年、アルバム『エンダーケンメント』をリリース。日本盤も発売された。

## 音楽スタイル
評論家は、このバンドはシンフォニック・ブラック・メタル、ブラック・メタル、デス・メタル、グラインド・コア、インダストリアルの要素を融合させたと言っている。しかし彼らは多くの場合、エクストリームメタル、インダストリアルデス・ブラックメタル、ブラックメタル、グラインドコア、ブラッケンドデスメタルであると言われる。

## メンバー

### 現在のメンバー
- ヴィトリオール (V.I.T.R.I.O.L.) - ボーカル (1999年– )

本名・デイヴ・ハント（Dave Hunt）。ステージネームのV.I.T.R.I.O.Lは錬金術師の標語である“Visita Interiora Terrae Rectificando Invennies Occultum Lapidem “ の頭字語であり、「大地の内を訪れよ、精留すれば隠された石が見つかるであろう」を意味している。
- イルメイター (Irrumator) - ギター、ベース、ドラム、プログラミング (1999年– )

本名・ミック・ケニー（Mick Kenney）。

### 旧メンバー
- レイシア (Leicia) - ベース (1999年–2000年)

## ディスコグラフィ

### スタジオ・アルバム
- 『コーデックス・ネクロ』 - The Codex Necro (2001年)

映画『エクスカリバー』の他にも『イベント・ホライゾン』『ヘルハウス』『オーメン/最後の闘争』『プラトーン』の音声がSEとして用いられている。
- Domine Non Es Dignus (2004年)

アルバムのタイトルはラテン語で「主よ、汝は値せず」の意。映画『ヘル・レイザー』や『1984』の音声がSEとして用いられている。楽曲「Rage」「Rage Against the Dying of the Light」のタイトルはディラン・トマスの詩に由来している。
この作品から朗々としたクリーンボイスも交えるようになった。
- 『エシャトン』 - Eschaton (2006年)

楽曲「Regression to the Mean」ではアッティラ・シハーがゲストとして参加している。
- 『ヘル・イズ・エンプティ、アンド・オール・ザ・デヴィルズ・アー・ヒア』 - Hell Is Empty, and All the Devils Are Here (2007年)

アルバム・タイトルはウィリアム・シェイクスピアの劇『テンペスト』の初幕に由来。
- In the Constellation of the Black Widow (2009年)

アルバム・タイトルはノルウェーの作家イェンス・ビョルネボの著書『Moment of Freedom』の一節から。カバーアートはギュスターブ・ドレが大鴉のために描いた挿絵からとっている。
- 『パッション』 - Passion (2011年)

楽曲「Tod Huetet Uebel」ではドイツのブラックメタル・バンドBethlehemの元ボーカリストであるRainer Landfermannがゲストで参加している。
- 『ヴァニタス』 - Vanitas (2012年)
- Desideratum (2014年)
- 『ホール・オヴ・ザ・ロウ』 - The Whole Of The Law (2016年)
- 『ア・ニュー・カインド・オヴ・ホラー』 - A New Kind of Horror (2018年)
- 『エンダーケンメント』 - Endarkenment (2020年)

## 外部サイト
- 公式MySpace
- 公式アナール・ナスラック・ストア